# Liste der Alben in den Billboard-Charts (1949)
Die Liste der Billboard-Alben (1949) ist eine vollständige Liste der Alben, die sich im Kalenderjahr 1949 platzieren konnten. Die über das Jahr ermittelten Top 10 setzten sich aus den Verkaufszahlen von 1.400 Vertriebsläden im Gesamtgebiet der Vereinigten Staaten zusammen. In diesem Jahr platzierten sich insgesamt 59 Alben.

## Tabelle
| Interpret                                                                                | Titel                                                                                     | Charteinstieg | Wochen | BP | Genre Stil                                                            | Info |
| ---------------------------------------------------------------------------------------- | ----------------------------------------------------------------------------------------- | ------------- | ------ | -- | --------------------------------------------------------------------- | --- |
| Eddie Albert, Allyn McLerie & Mary McCarty with Members of the Original Broadway Cast    | Miss Liberty Columbia ML-4220                                                             | 03.09.1949    | 14     | 2  | Stage & Screen Musical                                                | |
| Eddy Arnold                                                                              | To Mother Victor P-239                                                                    | 09.04.1949    | 10     | 2  | Folk, World & Country Country                                         | |
| The Art van Damme Quintet                                                                | Cocktail Capers Capitol CC-105                                                            | 05.02.1949    | 1      | 10 | Jazz, Pop Space-Age                                                   | |
| Les Baxter & his Orchestra & Chorus with Dr. Samuel J. Hoffman                           | Perfume Set to Music Victor P-231                                                         | 01.01.1949    | 1      | 7  | Jazz, Pop, Classical Space-Age, Neo-Romantic, Easy Listening          | |
| Frankie Carle with Rhythm Section                                                        | Roses in Rhythm Columbia C-174                                                            | 01.01.1949    | 26     | 1  | Jazz Instrumental                                                     | |
| Perry Como                                                                               | Perry Como Sings Merry Christmas Music Victor P-161                                       | 01.01.1949    | 6      | 3  | Pop Vocal                                                             | |
| Perry Como                                                                               | Supper Club Favorites Victor P-237                                                        | 12.03.1949    | 15     | 4  | Pop Vocal                                                             | |
| Don Contino                                                                              | Horace Heidt Presents Dick Contino Magnolia MA-501                                        | 28.05.1949    | 24     | 3  | Pop, Folk, World, Country Instrumental, Easy Listening                | |
| Bing Crosby                                                                              | Merry Christmas Decca A-403                                                               | 01.01.1949    | 9      | 1  | Jazz, Pop Vocal                                                       | |
| Bing Crosby                                                                              | Songs from Mark Twain's "A Connecticut Yankee in King Arthur's Court" Decca A-699         | 07.05.1949    | 8      | 5  | Jazz, Pop Vocal, Swing, Soundtrack                                    | Soundtrack zu der Paramount-Produktion Ritter Hank, der Schrecken der Tafelrunde von Tay Garnett, basierend auf dem Roman Ein Yankee am Hofe des Königs Artus (1889) von Mark Twain.                     |
| Bing Crosby                                                                              | St. Patrick’s Day Decca A-495                                                             | 12.03.1949    | 3      | 3  | Pop Vocal                                                             | |
| Bing Crosby                                                                              | St. Valentine's Day Decca A-621                                                           | 12.02.1949    | 2      | 8  | Pop Vocal                                                             | |
| Bing Crosby with the Andrews Sisters                                                     | Christmas Greetings Decca A-715                                                           | 10.12.1949    | 3      | 5  | Pop Vocal                                                             | |
| Bing Crosby, Danny Kaye, Ella Fitzgerald & Evelyn Knight                                 | Sing the Song Hits from "South Pacific" Decca A-714                                       | 18.06.1949    | 9      | 4  | Stage & Screen                                                        | |
| Doris Day                                                                                | You're My Thrill Columbia CL-6071                                                         | 08.10.1949    | 7      | 5  | Pop Vocal                                                             | |
| Tommy Dorsey, Louis Armstrong, Charlie Barnet, Benny Goodman & Mel Powell                | Giants of Jazz - Music from the Samuel Goldwyn Production "A Song is Born" Capitol CC-106 | 29.01.1949    | 4      | 9  | Jazz, Stage & Screen Soundtrack                                       | Soundtrack zu der Samuel-Goldwyn-Produktion Die tollkühne Rettung der Gangsterbraut Honey Swanson von Howard Hawks.                                                                                      |
| Tommy Dorsey & his Orchestra feat. Jack Leonard & Frank Sinatra                          | And the Band Sings Too Victor P-247                                                       | 08.10.1949    | 1      | 9  | Pop Vocal                                                             | |
| Alfred Drake & Patricia Morison with the Original Broadway Cast                          | Kiss Me Kate Columbia C-200                                                               | 26.02.1949    | 43     | 1  | Classical, Stage & Screen Musical                                     | Original-Aufnahme des Broadway-Musicals Kiss Me, Kate (1948) von Cole Porter. |
| Jan Garber & his Orchestra                                                               | More College Medleys Capitol CCF-173                                                      | 15.10.1949    | 2      | 7  | Brass & Military Marches                                              | |
| Al Goodman & his Orchestra                                                               | Highlights from Irving Berlin's "Miss Liberty" Victor BN-4                                | 24.09.1949    | 2      | 9  | Classical, Stage & Screen                                             | |
| Al Goodman & his Orchestra                                                               | South Pacific Victor BN-3                                                                 | 10.09.1949    | 6      | 6  | Pop, Stage & Screen Musical, Vocal                                    | |
| Ken Griffin                                                                              | Christmas Music Broadcast G-500                                                           | 01.01.1949    | 2      | 5  | Pop, Folk, World & Country                                            | |
| Ken Griffin                                                                              | Merry Christmas Rondo 1010                                                                | 24.12.1949    | 1      | 10 | Pop Instrumental, Easy Listening                                      | |
| Lennie Hayton & the MGM Symphony Orchestra                                               | Words and Music MGM-37                                                                    | 22.01.1949    | 22     | 1  | Stage & Screen Soundtrack, Musical                                    | Soundtrack zu der Metro-Goldwyn-Mayer-Produktion Words and Music von Norman Taurog unter Mitwirkung von Mickey Rooney, June Allyson, Judy Garland, Betty Garrett, Lena Horne und Ann Sothern.            |
| Woody Herman & his Orchestra                                                             | Sequence in Jazz Columbia C-177                                                           | 05.03.1949    | 8      | 6  | Jazz Cool Jazz                                                        | |
| The Ink Spots                                                                            | Ink Spots Decca A-477                                                                     | 20.08.1949    | 2      | 8  | Pop Vocal                                                             | |
| Al Jolson                                                                                | Jolson Sings Again Decca A-716                                                            | 10.09.1949    | 16     | 2  | Jazz, Pop Vocal, Easy Listening                                       | |
| Al Jolson                                                                                | The Jolson Story Decca A-469                                                              | 30.04.1949    | 1      | 9  | Jazz, Pop, Stage & Screen Vocal                                       | |
| Stan Kenton                                                                              | Encores Capitol CC-113                                                                    | 19.02.1949    | 16     | 2  | Jazz Big Band, Vocal                                                  | |
| The King Cole Trio                                                                       | The King Cole Trio, Vol. 4 Capitol CC-139                                                 | 06.08.1949    | 1      | 10 | Jazz Cool Jazz                                                        | |
| Mario Lanza & the RCA Victor Orchestra                                                   | That Midnight Kiss Victor WDM-1330                                                        | 29.10.1949    | 9      | 3  | Classical, Stage & Screen Opera, Musical, Soundtrack                  | Soundtrack zu der Metro-Goldwyn-Mayer-Produktion That Midnight Kiss von Norman Taurog. |
| Peggy Lee, Margaret Whiting & Gordon MacRae                                              | Songs from Rodgers' & Hammerstein's "South Pacific" Capitol CDF-163                       | 25.06.1949    | 6      | 4  | Stage & Screen                                                        | |
| Guy Lombardo & his Royal Canadians                                                       | The Twin Pianos Decca A-512                                                               | 30.04.1949    | 4      | 6  | Jazz Big Band                                                         | |
| Guy Lombardo & his Royal Canadians                                                       | Waltzes Decca A-509                                                                       | 06.08.1949    | 2      | 9  | Jazz Easy Listening                                                   | |
| Mary Martin & Ezio Pinza with the Original Broadway Cast                                 | South Pacific Columbia MM-850                                                             | 21.05.1949    | 32     | 1  | Stage & Screen Musical                                                | Original-Aufnahme des Broadway-Musicals South Pacific (1949) von Richard Rodgers und Oscar Hammerstein II.                                                                                               |
| Billy May & John Beal feat. Members of the Original Cast                                 | Walt Disney's So Dear to My Heart Capitol BD-124                                          | 26.02.1949    | 1      | 10 | Children’s, Stage & Screen Score                                      | Musikunterlegte Hörspielfassung der Walt-Disney-Produktion So Dear to My Heart von Harold D. Schuster und Hamilton Luske unter Mitwirkung von Bobby Driscoll, Luana Patten, Beulah Bondi und Ken Carson. |
| Glenn Miller & his Orchestra                                                             | An Album of Outstanding Arrangements Victor P-148                                         | 08.01.1949    | 20     | 4  | Jazz, Pop Big Band                                                    | |
| Glenn Miller & his Orchestra                                                             | Glenn Miller Masterpieces Victor P-189                                                    | 22.01.1949    | 3      | 7  | Jazz                                                                  | |
| Glenn Miller & his Orchestra                                                             | Starlight Serenades Victor P-255                                                          | 22.10.1949    | 7      | 5  | Jazz, Pop, Stage & Screen Swing, Big Band, Vocal                      | |
| The Mills Brothers                                                                       | Souvenir Album Decca A-668                                                                | 06.08.1949    | 2      | 9  | Pop Vocal                                                             | |
| Vaughn Monroe                                                                            | Vaughn Monroe Sings Victor P-234                                                          | 15.01.1949    | 23     | 1  | Pop                                                                   | |
| Vaughn Monroe & his Orchestra with the Moon Men & Chorus                                 | Silver Lining Songs Victor P-246                                                          | 20.08.1949    | 16     | 3  | Pop, Stage & Screen Vocal                                             | |
| Edward R. Murrow & Fred W. Friendly                                                      | I Can Hear It Now… Columbia MM-800                                                        | 08.01.1949    | 25     | 3  | Non-Music Dialogue, Interview, Political, Speech, Spoken Wors         | Eine Zusammenstellung berühmter Reportagen aus der vom CBS produzierten Radio-Dokumentationsserie Hear It Now, die 1951 in der TV-Nachrichtensendung See It Now aufgehen sollte.                         |
| Norman Granz' Jazz at the Philharmonic                                                   | Norman Granz' Jazz at the Philharmonic - Volume 8 Mercury 11 000-02                       | 15.01.1949    | 7      | 8  | Jazz Swing, Bop, Instrumental                                         | |
| Norman Granz' Jazz at the Philharmonic                                                   | Norman Granz' Jazz at the Philharmonic - Volume 9 Mercury 11 003-05                       | 26.03.1949    | 9      | 4  | Jazz Swing                                                            | |
| Norman Granz' Jazz at the Philharmonic                                                   | Norman Granz' Jazz at the Philharmonic - Volume 10 Mercury JATP-10                        | 22.10.1949    | 5      | 5  | Jazz Swing, Bop, Instrumental                                         | |
| Jimmie Rodgers                                                                           | A Memorial Album to a Great Entertainer Victor P-244                                      | 18.06.1949    | 8      | 4  | Pop, Folk, World & Country Vocal                                      | |
| Richard Rodgers & Oscar Hammerstein II feat. Members of the Original New York Production | Oklahoma! - Selections from the Theatre Guild Musical Play Decca A-359                    | 23.07.1949    | 9      | 4  | Stage & Screen Musical                                                | |
| Robert Shaw & the RCA Victor Chorale                                                     | Christmas Hymns and Carols, Volume I Victor Red Seal M-1077                               | 10.12.1949    | 3      | 7  | Classical, Folk, World & Country Renaissance, Baroque Religious, Folk | |
| Dorothy Shay                                                                             | Comin' Round the Mountain Columbia C-119                                                  | 01.01.1949    | 6      | 4  | Pop Vocal                                                             | |
| Frank Sinatra                                                                            | Christmas Songs by Sinatra Columbia C-167                                                 | 01.01.1949    | 1      | 7  | Jazz, Pop Vocal, Easy Listening                                       | |
| Phil Spitalny & the Hour of Charm All-Girl Orchestra                                     | Christmas Carols Charm No. 1                                                              | 01.01.1949    | 2      | 4  | Pop, Classical Novelty, Choral                                        | |
| Jo Stafford & Gordon MacRae with Paul Weston & his Orchestra                             | Kiss Me Kate Capitol CD-144                                                               | 30.04.1949    | 2      | 9  | Pop, Stage & Screen Musical, Vocal                                    | |
| Cliffie Stone & his Square Dance Band                                                    | Square Dances Capitol BD-44                                                               | 21.05.1949    | 20     | 4  | Folk, World & Country                                                 | |
| Swing and Sway with Sammy Kaye                                                           | Dusty Manuscripts Victor P-228                                                            | 08.01.1949    | 9      | 3  | Jazz Easy Listening, Swing                                            | Box-Set, Veröffentlichung im Rahmen der Serie Musical Smart Set |
| The Three Suns                                                                           | Your Christmas Favorites Victor P-250                                                     | 03.12.1949    | 4      | 5  | Jazz, Pop Easy Listening, Instrumental                                | |
| Various Artists                                                                          | Theme Songs Victor P-217                                                                  | 01.01.1949    | 14     | 4  | Jazz, Pop, Classical, Stage & Screen Theme, Big Band                  | Compilation mit Werken von Tommy Dorsey, Tex Beneke, Freddy Martin, Vaughn Monroe, Wayne King, The Three Suns, Sammy Kaye und Larry Green.                                                               |
| Fred Waring & his Pennsylvanians                                                         | Twas the Night Before Christmas Decca A-480                                               | 01.01.1949    | 7      | 2  | Classical, Children’s, Folk, World & Country                          | |
| Paul Weston & his Orchestra                                                              | Songs Without Words Capitol DCN-170                                                       | 23.07.1949    | 11     | 3  | Jazz Easy Listening                                                   | Box-Set mit Werken von Johnny Mercer, Isham Jones, Jimmy McHugh, Ray Noble, Livingston & Evans und Paul Weston.                                                                                          |